# Horst (Vorname)
Horst ist ein männlicher Vorname.

## Herkunft
Der älteste Beleg für den Namen Horst stammt aus der niederdeutschen „Weltchronik“ des Dietrich Engelhus aus dem Jahr 1424; dort wird der angelsächsische Heerführer Horsa so genannt. Ob es sich dabei um eine Angleichung an den Namen seines Bruders Hengist („Hengst“) handelt oder aber an das althochdeutsche hurst („Horst“ im Sinne von „Gebüsch, Gestrüpp, Hecke, Wald“), ist unklar. Der Name Horsa geht zurück auf altenglisch hors (englisch horse, das entspricht dem deutschen Ross).

## Namenstag
- 12. Oktober

## Namensträger

### Vorname

#### A bis H
- Horst Amann (* 1934), deutscher Fußballspieler
- Horst Arnold (1959–2012), deutscher Lehrer und Justizopfer, siehe Justizirrtum um Horst Arnold
- Horst Becker (1924–2005), deutscher Diplomat
- Horst Becker (* 1956), deutscher Politiker (Bündnis 90/Die Grünen)
- Horst Becker (* 1958), deutscher Politiker (GAL)
- Horst Bingel (1933–2008), deutscher Schriftsteller, Lyriker und Grafiker
- Horst W. Blome (1937–2021), deutscher Kabarettist und Schauspieler
- Horst Bollmann (1925–2014), deutscher Schauspieler
- Horst Brie (1923–2014), deutscher Diplomat
- Horst Brinkmeier (* 1943), deutscher Boxer
- Horst Buchholz (1933–2003), deutscher Schauspieler
- Horst Burkhardt (* 1938), deutscher Motorradrennfahrer
- Horst Chmela (1939–2021), österreichischer Liedermacher und Musiker
- Horst Cotta (1928–2011), deutscher Mediziner
- Horst Eckel (1932–2021), deutscher Fußballspieler
- Horst Ehmke (1927–2017), deutscher Politiker (SPD)
- Horst Evers (* 1967), deutscher Autor und Kabarettist
- Horst Fascher (* 1936), deutscher Manager und Musikpromoter
- Horst Feuerstein, deutscher Komiker, Moderator und Unterhaltungskünstler
- Horst Fischer (* 1950), deutscher Jurist
- Horst Frank (1929–1999), deutscher Schauspieler
- Horst Fuchs (1946–2023), österreichischer Teleshopping-Verkäufer
- Horst Fügner (1923–2014), deutscher Motorradrennfahrer
- Horst Wilhelm Hamacher (* 1951), deutscher Mathematiker
- Horst Hano (* 1937), deutscher Fernsehjournalist
- Horst Haug (* 1946), deutscher Fußballspieler
- Horst Hayer (* 1953), deutscher Fußballspieler
- Horst Heilmann (1923–1942), deutscher Widerstandskämpfer
- Horst Heldt (* 1969), deutscher Fußballspieler und -funktionär
- Horst Herrmann (1906–1973), deutscher Mathematiker
- Horst Herrmann (1940–2017), deutscher Theologe, Soziologe und Autor
- Horst Hildebrand (* 1939), deutscher Schauspieler
- Horst Hirt, deutscher Journalist und Autor
- Horst Hoof (* 1978), Hörfunkmoderator
- Horst Hrubesch (* 1951), deutscher Fußballspieler und -trainer

#### J bis N
- Horst Jankowski (1936–1998), deutscher Jazzpianist und Bandleader
- Horst Janson (1935–2025), deutscher Schauspieler
- Horst Janssen (1929–1995), deutscher Zeichner und Grafiker
- Horst Jüssen (1941–2008), deutscher Schauspieler und Regisseur
- Horst Kassner (1937–2019), deutscher Motorradrennfahrer
- Horst Keil (1937–2006), deutscher Pfarrer, Journalist und Autor
- Horst Kempe (1907–1998), deutscher Kunsthändler
- Horst Knechtel (1943–2022), deutscher Lehrer und Politiker (SPD)
- Horst Köhler (1924–1984), deutscher Diplomat
- Horst Köhler (* 1927), deutscher Fußballspieler
- Horst Köhler (* 1938), deutscher Dressurreiter
- Horst Köhler (1943–2025), deutscher Politiker, Bundespräsident 2004 bis 2010
- Horst Köhler, eigentlicher Name von Guildo Horn (* 1963), deutscher Schlagersänger und Musiktherapeut
- Horst Köppel (* 1948), deutscher Fußballspieler
- Horst-Herbert Krause (* 1950), deutscher Liedtexter und Musikproduzent
- Horst Krause (* 1941), deutscher Schauspieler
- Horst Kretzschmar (* 1959), deutscher Polizeibeamter und Landespolizeipräsident
- Horst Krüger (1919–1999), deutscher Schriftsteller
- Horst Krüger (* 1942), deutscher Musiker, Bandleader und Komponist
- Horst Krybus (* 1960), deutscher Politiker (CDU), Bürgermeister von Lohmar
- Horst Kunz (* 1940), deutscher Chemiker
- Horst Langer (1936–2007), deutscher Ingenieur und Manager
- Horst Lenz (1913–1985), deutscher Wirtschaftsprüfer und Oberbürgermeister
- Horst Lettenmayer (1941–2024), deutscher Unternehmer und Theaterschauspieler
- Horst Lichter (* 1962), deutscher Fernsehkoch
- Horst Linde (1912–2016), deutscher Architekt und Hochschullehrer
- Horst Lohr (* 1938), deutscher Endurosportler
- Horst-Werner Loos (1915–1981), deutscher Schauspieler
- Horst Mahler (1936–2025), deutscher Rechtsanwalt, Terrorist und Neonazi
- Horst Günter Marx (* 1955), deutscher Schauspieler
- Horst Metz (1945–2022), deutscher Politiker, Sächsischer Staatsminister der Finanzen
- Horst Michel (1904–1989), deutscher Hochschullehrer für Formgebung und Innengestaltung
- Horst Milde (1933–2023), deutscher Politiker (SPD)
- Horst Naumann (1925–2024), deutscher Schauspieler
- Horst Nußbaum, bekannt als Jack White (* 1940), deutscher Musikproduzent und Komponist

#### P bis Z
- Horst Pillau (1932–2021), deutscher Schriftsteller und Dramatiker
- Horst Pinnow (1936–2024), deutscher Schauspieler und Synchronsprecher
- Horst Platen (1884–1964), deutscher Komponist, Dirigent und Theaterintendant
- Horst Rehberger (* 1938), deutscher Jurist und Politiker (FDP)
- Horst-Eberhard Richter (1923–2011), deutscher Psychoanalytiker
- Horst Ritter (1925–2001), deutscher Fußballspieler und Hornist
- Horst Rosenfeldt (* 1939), deutscher Wasserspringer und Sportpsychologe
- Horst Saalfeld (1920–2022), deutscher Mineraloge und Kristallograph, Hochschullehrer
- Horst Sachtleben (1930–2022), deutscher Schauspieler, Regisseur und Synchronsprecher
- Horst Schad (1930–2017), deutscher Fußball- und Tennisspieler
- Horst Schairer (* 1944), deutscher Fußballspieler
- Horst Scheffler (Geologe) (1934–2018), deutscher Geologe
- Horst Scheffler (Maler) (* 1935), deutscher Maler und Grafiker
- Horst Scheffler (Theologe) (* 1945), evangelischer deutscher Theologe
- Horst Schrade (1924–2014), deutscher Karikaturist
- Horst Schroth (* 1948), deutscher Kabarettist und Schauspieler
- Horst Schulze (1921–2018), deutscher Schauspieler und Opernsänger
- Horst Seehofer (* 1949), deutscher Politiker (CSU)
- Horst Sindermann (1915–1990), deutscher Politiker (SED)
- Horst Skoff (1968–2008), österreichischer Tennisspieler
- Horst Steffen (* 1969), deutscher Fußballspieler und -trainer
- Horst Stein (1928–2008), deutscher Dirigent
- Horst Stein, deutscher Basketballspieler
- Horst Stern (1922–2019), deutscher Journalist, Filmemacher und Schriftsteller
- Horst Tappert (1923–2008), deutscher Schauspieler
- Horst Tautenhahn (1937–2016), deutscher Fußballspieler
- Horst Teltschik (* 1940), deutscher Politiker (CDU)
- Horst Thiele (* 1952), deutscher Politiker, Bürgermeister von Hilden
- Horst Wackerbarth (* 1950), deutscher Fotokünstler
- Horst Wein (1941–2016), deutscher Hockeyspieler und -trainer
- Horst Wende (1919–1996), deutscher Musiker, Komponist und Arrangeur
- Horst Wessel (1907–1930), deutscher SA-Sturmführer
- Horst Wiemann (* 1960), deutscher Handballspieler und -trainer
- Horst Wildemann (* 1942), deutscher Wirtschaftswissenschaftler
- Horst Winter (1914–2001), deutsch-österreichischer Musiker
- Horst Zankl (1944–1987), österreichischer Theaterregisseur

### Kunstfiguren
- Horst Schimanski, Tatort-Kommissar aus Duisburg
- Horst Schlämmer, Comedyfigur von Hape Kerkeling
- Herbert, Horst und Heinz, musikalisches Komikertrio

## Häufigkeit und Verbreitung
Der Vorname Horst war 1934 der am häufigsten vergebene Jungenname. Als Namensvorbild muss hier der von den Nationalsozialisten zum Märtyrer stilisierte Horst Wessel gelten. Dennoch nahm die Popularität des Namens nach dem Zweiten Weltkrieg nur allmählich ab; erst in den 1960er Jahren gab es einen deutlichen Einbruch.

## Verwendung als Schimpfwort
Regional wird Horst auch als Schimpfwort oder zumindest milde abschätzige Bezeichnung für einen dummen oder ungeschickten Menschen benutzt, teilweise auch in der Variante Vollhorst. Der Comic Ein Vollhorst im Wandel der Jahreszeiten (2014) von Katz & Goldt handelt von der Verwendung als Schimpfwort.